# آندرونوو (سرزمین آلتای)
آندرونوو (به لاتین: Andronovo) یک منطقهٔ مسکونی در روسیه است که در سرزمین آلتای واقع شده‌است.